# 트리니다드 토바고 축구 국가대표팀
트리니다드 토바고 축구 국가대표팀(영어: Trinidad and Tobago national football team)은 트리니다드 토바고를 대표하는 축구 국가대표팀으로 트리니다드 토바고 축구 연맹에서 관리하고 있으며 '소카의 전사들'이라는 별칭으로 알려져 있다. 1905년 7월 21일 가이아나와의 국제 A매치 데뷔전에서 4-1 승을 거두었으며 현재 해즐리 크로퍼드 스타디움을 홈 구장으로 사용하고 있다.

## 국제 대회 경력

### FIFA 월드컵
2006년 FIFA 월드컵 예선 대륙간 플레이오프에서 2004년 AFC 아시안컵 4위팀인 바레인을 꺾고 사상 첫 월드컵 본선 진출에 성공했으나 본선에서 잉글랜드, 스웨덴, 파라과이를 상대로 1무 2패·B조 최하위로 조별리그에서 탈락했으며 이후의 월드컵 본선 기록은 없다.

### CONCACAF 골드컵
골드컵 본선에는 16번 출전하여 1974년 FIFA 월드컵의 북중미카리브 지역 예선을 겸한 1973년 대회에서 준우승을 차지했고 2000년대 이후에는 7번의 대회 중 2000년 대회에서 4강에 이름을 올리는 등 3번의 대회에서 8강 이상의 성적을 거두었다.

### CONCACAF 네이션스리그

#### 2019-20 리그 A
첫 시즌 리그 A에 편입된 트리니다드토바고는 C조에서 온두라스, 마르티니크와 격돌했다. 그러나 마르티니크와의 2연전에서 모두 무승부(1차전 1-1 무, 2차전 2-2 무)에 그쳤고 온두라스와의 나머지 2연전에서는 모두 패배(3차전 0-2 패, 4차전 0-4 패)를 당하면서 2무 2패·조 최하위로 차기 시즌 리그 B로 강등되었다.

### 카리브컵
카리브컵 본선에는 18번 출전하여 이 중 8번의 대회에서 우승컵을 들어올렸고 2017년 대회를 끝으로 카리브컵이 폐지되면서 트리니다드토바고는 이 대회의 최다 우승국 타이틀을 영구 보유하게 되었고 4번의 대회에서는 준우승을 차지하는 등 14번의 대회에서 4강 이상의 성적을 기록했다.

### 팬아메리칸 게임
팬아메리칸 게임 본선에는 U-23 대표팀 전적을 포함해 8번 출전하여 이 중 1967년 대회에서 동메달을 획득했다.

## 기타 국제 대회 경력
CFU 챔피언십에서는 4번의 대회에서 2번의 우승과 2번의 준우승을 차지했으며 2013년 OSN컵에서는 4팀 중 3위에 그쳤다.

## FIFA 월드컵(본선)
| FIFA 월드컵 본선 기록 | FIFA 월드컵 본선 기록        | FIFA 월드컵 본선 기록        | FIFA 월드컵 본선 기록        | FIFA 월드컵 본선 기록        | FIFA 월드컵 본선 기록        | FIFA 월드컵 본선 기록        | FIFA 월드컵 본선 기록        | FIFA 월드컵 본선 기록        | FIFA 월드컵 본선 기록        |
| 년도                  | 결과                         | 순위                         | 경기                         | 승                           | 무*                          | 패                           | 득점                         | 실점                         | 승점                         |
| --------------------- | ---------------------------- | ---------------------------- | ---------------------------- | ---------------------------- | ---------------------------- | ---------------------------- | ---------------------------- | ---------------------------- | ---------------------------- |
| 1930년                | 독립 이전                    | 독립 이전                    | 독립 이전                    | 독립 이전                    | 독립 이전                    | 독립 이전                    | 독립 이전                    | 독립 이전                    | 독립 이전                    |
| 1934년                | 독립 이전                    | 독립 이전                    | 독립 이전                    | 독립 이전                    | 독립 이전                    | 독립 이전                    | 독립 이전                    | 독립 이전                    | 독립 이전                    |
| 1938년                | 독립 이전                    | 독립 이전                    | 독립 이전                    | 독립 이전                    | 독립 이전                    | 독립 이전                    | 독립 이전                    | 독립 이전                    | 독립 이전                    |
| 1950년                | 독립 이전                    | 독립 이전                    | 독립 이전                    | 독립 이전                    | 독립 이전                    | 독립 이전                    | 독립 이전                    | 독립 이전                    | 독립 이전                    |
| 1954년                | 독립 이전                    | 독립 이전                    | 독립 이전                    | 독립 이전                    | 독립 이전                    | 독립 이전                    | 독립 이전                    | 독립 이전                    | 독립 이전                    |
| 1958년                | 독립 이전                    | 독립 이전                    | 독립 이전                    | 독립 이전                    | 독립 이전                    | 독립 이전                    | 독립 이전                    | 독립 이전                    | 독립 이전                    |
| 1962년                | 독립 이전                    | 독립 이전                    | 독립 이전                    | 독립 이전                    | 독립 이전                    | 독립 이전                    | 독립 이전                    | 독립 이전                    | 독립 이전                    |
| 1966년                | 예선 탈락                    | 예선 탈락                    | 예선 탈락                    | 예선 탈락                    | 예선 탈락                    | 예선 탈락                    | 예선 탈락                    | 예선 탈락                    | 예선 탈락                    |
| 1970년                | 예선 탈락                    | 예선 탈락                    | 예선 탈락                    | 예선 탈락                    | 예선 탈락                    | 예선 탈락                    | 예선 탈락                    | 예선 탈락                    | 예선 탈락                    |
| 1974년                | 예선 탈락                    | 예선 탈락                    | 예선 탈락                    | 예선 탈락                    | 예선 탈락                    | 예선 탈락                    | 예선 탈락                    | 예선 탈락                    | 예선 탈락                    |
| 1978년                | 예선 탈락                    | 예선 탈락                    | 예선 탈락                    | 예선 탈락                    | 예선 탈락                    | 예선 탈락                    | 예선 탈락                    | 예선 탈락                    | 예선 탈락                    |
| 1982년                | 예선 탈락                    | 예선 탈락                    | 예선 탈락                    | 예선 탈락                    | 예선 탈락                    | 예선 탈락                    | 예선 탈락                    | 예선 탈락                    | 예선 탈락                    |
| 1986년                | 예선 탈락                    | 예선 탈락                    | 예선 탈락                    | 예선 탈락                    | 예선 탈락                    | 예선 탈락                    | 예선 탈락                    | 예선 탈락                    | 예선 탈락                    |
| 1990년                | 예선 탈락                    | 예선 탈락                    | 예선 탈락                    | 예선 탈락                    | 예선 탈락                    | 예선 탈락                    | 예선 탈락                    | 예선 탈락                    | 예선 탈락                    |
| 1994년                | 예선 탈락                    | 예선 탈락                    | 예선 탈락                    | 예선 탈락                    | 예선 탈락                    | 예선 탈락                    | 예선 탈락                    | 예선 탈락                    | 예선 탈락                    |
| 1998년                | 예선 탈락                    | 예선 탈락                    | 예선 탈락                    | 예선 탈락                    | 예선 탈락                    | 예선 탈락                    | 예선 탈락                    | 예선 탈락                    | 예선 탈락                    |
| 2002년                | 예선 탈락                    | 예선 탈락                    | 예선 탈락                    | 예선 탈락                    | 예선 탈락                    | 예선 탈락                    | 예선 탈락                    | 예선 탈락                    | 예선 탈락                    |
| 2006년                | 조별리그                     | 27위                         | 3                            | 0                            | 1                            | 2                            | 0                            | 4                            | 1                            |
| 2010년                | 예선 탈락                    | 예선 탈락                    | 예선 탈락                    | 예선 탈락                    | 예선 탈락                    | 예선 탈락                    | 예선 탈락                    | 예선 탈락                    | 예선 탈락                    |
| 2014년                | 예선 탈락                    | 예선 탈락                    | 예선 탈락                    | 예선 탈락                    | 예선 탈락                    | 예선 탈락                    | 예선 탈락                    | 예선 탈락                    | 예선 탈락                    |
| 2018년                | 예선 탈락                    | 예선 탈락                    | 예선 탈락                    | 예선 탈락                    | 예선 탈락                    | 예선 탈락                    | 예선 탈락                    | 예선 탈락                    | 예선 탈락                    |
| 합계                  | 1회 진출(1/14)               | 조별리그(1회)                | 3                            | 0                            | 1                            | 2                            | 0                            | 4                            | 1                            |
| 순위                  | FIFA 월드컵 역대 순위 : 68위 | FIFA 월드컵 역대 순위 : 68위 | FIFA 월드컵 역대 순위 : 68위 | FIFA 월드컵 역대 순위 : 68위 | FIFA 월드컵 역대 순위 : 68위 | FIFA 월드컵 역대 순위 : 68위 | FIFA 월드컵 역대 순위 : 68위 | FIFA 월드컵 역대 순위 : 68위 | FIFA 월드컵 역대 순위 : 68위 |

## FIFA 월드컵(예선)
| 1930년 | 독립 이전                                 | 독립 이전                                 | 독립 이전                                 | 독립 이전                                 | 독립 이전                                 | 독립 이전                                 | 독립 이전                                 |
| 1934년 | 독립 이전                                 | 독립 이전                                 | 독립 이전                                 | 독립 이전                                 | 독립 이전                                 | 독립 이전                                 | 독립 이전                                 |
| 1938년 | 독립 이전                                 | 독립 이전                                 | 독립 이전                                 | 독립 이전                                 | 독립 이전                                 | 독립 이전                                 | 독립 이전                                 |
| 1950년 | 독립 이전                                 | 독립 이전                                 | 독립 이전                                 | 독립 이전                                 | 독립 이전                                 | 독립 이전                                 | 독립 이전                                 |
| 1954년 | 독립 이전                                 | 독립 이전                                 | 독립 이전                                 | 독립 이전                                 | 독립 이전                                 | 독립 이전                                 | 독립 이전                                 |
| 1958년 | 독립 이전                                 | 독립 이전                                 | 독립 이전                                 | 독립 이전                                 | 독립 이전                                 | 독립 이전                                 | 독립 이전                                 |
| 1962년 | 독립 이전                                 | 독립 이전                                 | 독립 이전                                 | 독립 이전                                 | 독립 이전                                 | 독립 이전                                 | 독립 이전                                 |
| 1966년 | 4                                         | 1                                         | 0                                         | 3                                         | 5                                         | 12                                        | 3                                         |
| 1970년 | 4                                         | 1                                         | 1                                         | 2                                         | 4                                         | 10                                        | 4                                         |
| 1974년 | 9                                         | 6                                         | 1                                         | 2                                         | 27                                        | 8                                         | 19                                        |
| 1978년 | 6                                         | 2                                         | 2                                         | 2                                         | 10                                        | 9                                         | 8                                         |
| 1982년 | 4                                         | 1                                         | 2                                         | 1                                         | 1                                         | 2                                         | 5                                         |
| 1986년 | 4                                         | 0                                         | 1                                         | 3                                         | 2                                         | 7                                         | 1                                         |
| 1990년 | 12                                        | 5                                         | 5                                         | 2                                         | 13                                        | 6                                         | 20                                        |
| 1994년 | 4                                         | 2                                         | 1                                         | 1                                         | 7                                         | 4                                         | 7                                         |
| 1998년 | 8                                         | 2                                         | 1                                         | 5                                         | 15                                        | 10                                        | 7                                         |
| 2002년 | 22                                        | 10                                        | 4                                         | 8                                         | 33                                        | 28                                        | 34                                        |
| 2006년 | 20                                        | 11                                        | 2                                         | 7                                         | 30                                        | 25                                        | 35                                        |
| 2010년 | 18                                        | 5                                         | 5                                         | 8                                         | 22                                        | 30                                        | 20                                        |
| 2014년 | 6                                         | 4                                         | 0                                         | 2                                         | 12                                        | 4                                         | 12                                        |
| 2018년 | 16                                        | 5                                         | 2                                         | 9                                         | 20                                        | 28                                        | 17                                        |
| 합계   | 137                                       | 55                                        | 27                                        | 55                                        | 201                                       | 183                                       | 192                                       |
| 순위   | 월드컵 예선 승점 순위 : 41위 (북중미 6위) | 월드컵 예선 승점 순위 : 41위 (북중미 6위) | 월드컵 예선 승점 순위 : 41위 (북중미 6위) | 월드컵 예선 승점 순위 : 41위 (북중미 6위) | 월드컵 예선 승점 순위 : 41위 (북중미 6위) | 월드컵 예선 승점 순위 : 41위 (북중미 6위) | 월드컵 예선 승점 순위 : 41위 (북중미 6위) |

## CONCACAF 골드컵(본선)
| 북중미 골드컵 본선 기록 | 북중미 골드컵 본선 기록           | 북중미 골드컵 본선 기록           | 북중미 골드컵 본선 기록           | 북중미 골드컵 본선 기록           | 북중미 골드컵 본선 기록           | 북중미 골드컵 본선 기록           | 북중미 골드컵 본선 기록           | 북중미 골드컵 본선 기록           | 북중미 골드컵 본선 기록           |
| 년도                    | 결과                              | 순위                              | 경기                              | 승                                | 무*                               | 패                                | 득점                              | 실점                              | 승점                              |
| ----------------------- | --------------------------------- | --------------------------------- | --------------------------------- | --------------------------------- | --------------------------------- | --------------------------------- | --------------------------------- | --------------------------------- | --------------------------------- |
| 1963년                  | 비회원국                          | 비회원국                          | 비회원국                          | 비회원국                          | 비회원국                          | 비회원국                          | 비회원국                          | 비회원국                          | 비회원국                          |
| 1965년                  | 기권                              | 기권                              | 기권                              | 기권                              | 기권                              | 기권                              | 기권                              | 기권                              | 기권                              |
| 1967년                  | 결선리그                          | 4위                               | 5                                 | 2                                 | 0                                 | 3                                 | 6                                 | 10                                | 6                                 |
| 1969년                  | 결선리그                          | 5위                               | 5                                 | 1                                 | 1                                 | 3                                 | 4                                 | 12                                | 4                                 |
| 1971년                  | 결선리그                          | 5위                               | 5                                 | 1                                 | 2                                 | 2                                 | 6                                 | 12                                | 5                                 |
| 1973년                  | 결선리그                          | 준우승                            | 5                                 | 3                                 | 0                                 | 2                                 | 11                                | 4                                 | 9                                 |
| 1977년                  | 예선 탈락                         | 예선 탈락                         | 예선 탈락                         | 예선 탈락                         | 예선 탈락                         | 예선 탈락                         | 예선 탈락                         | 예선 탈락                         | 예선 탈락                         |
| 1981년                  | 예선 탈락                         | 예선 탈락                         | 예선 탈락                         | 예선 탈락                         | 예선 탈락                         | 예선 탈락                         | 예선 탈락                         | 예선 탈락                         | 예선 탈락                         |
| 1985년                  | 조별리그                          | 7위                               | 4                                 | 0                                 | 1                                 | 3                                 | 2                                 | 7                                 | 1                                 |
| 1989년                  | 결선리그                          | 3위                               | 8                                 | 3                                 | 3                                 | 2                                 | 7                                 | 5                                 | 12                                |
| 1991년                  | 조별리그                          | 5위                               | 3                                 | 1                                 | 0                                 | 2                                 | 3                                 | 4                                 | 3                                 |
| 1993년                  | 예선 탈락                         | 예선 탈락                         | 예선 탈락                         | 예선 탈락                         | 예선 탈락                         | 예선 탈락                         | 예선 탈락                         | 예선 탈락                         | 예선 탈락                         |
| 1996년                  | 조별리그                          | 7위                               | 2                                 | 0                                 | 0                                 | 2                                 | 4                                 | 6                                 | 0                                 |
| 1998년                  | 조별리그                          | 6위                               | 2                                 | 1                                 | 0                                 | 1                                 | 5                                 | 5                                 | 3                                 |
| 2000년                  | 4강                               | 3위                               | 4                                 | 2                                 | 0                                 | 2                                 | 6                                 | 8                                 | 6                                 |
| 2002년                  | 조별리그                          | 10위                              | 2                                 | 0                                 | 1                                 | 1                                 | 1                                 | 2                                 | 1                                 |
| 2003년                  | 예선 탈락                         | 예선 탈락                         | 예선 탈락                         | 예선 탈락                         | 예선 탈락                         | 예선 탈락                         | 예선 탈락                         | 예선 탈락                         | 예선 탈락                         |
| 2005년                  | 조별리그                          | 10위                              | 3                                 | 0                                 | 2                                 | 1                                 | 3                                 | 5                                 | 2                                 |
| 2007년                  | 조별리그                          | 11위                              | 3                                 | 0                                 | 1                                 | 2                                 | 2                                 | 5                                 | 1                                 |
| 2009년                  | 예선 탈락                         | 예선 탈락                         | 예선 탈락                         | 예선 탈락                         | 예선 탈락                         | 예선 탈락                         | 예선 탈락                         | 예선 탈락                         | 예선 탈락                         |
| 2011년                  | 예선 탈락                         | 예선 탈락                         | 예선 탈락                         | 예선 탈락                         | 예선 탈락                         | 예선 탈락                         | 예선 탈락                         | 예선 탈락                         | 예선 탈락                         |
| 2013년                  | 8강                               | 6위                               | 4                                 | 1                                 | 1                                 | 2                                 | 4                                 | 5                                 | 4                                 |
| 2015년                  | 8강                               | 5위                               | 4                                 | 2                                 | 2                                 | 0                                 | 10                                | 6                                 | 8                                 |
| 2017년                  | 예선 탈락                         | 예선 탈락                         | 예선 탈락                         | 예선 탈락                         | 예선 탈락                         | 예선 탈락                         | 예선 탈락                         | 예선 탈락                         | 예선 탈락                         |
| 2019년                  | 조별리그                          | 14위                              | 3                                 | 0                                 | 1                                 | 2                                 | 1                                 | 9                                 | 1                                 |
| 합계                    | 16회 진출(16/25)                  | 준우승(1회)                       | 62                                | 17                                | 15                                | 30                                | 75                                | 105                               | 66                                |
| 순위                    | CONCACAF 북중미 골드컵 순위 : 8위 | CONCACAF 북중미 골드컵 순위 : 8위 | CONCACAF 북중미 골드컵 순위 : 8위 | CONCACAF 북중미 골드컵 순위 : 8위 | CONCACAF 북중미 골드컵 순위 : 8위 | CONCACAF 북중미 골드컵 순위 : 8위 | CONCACAF 북중미 골드컵 순위 : 8위 | CONCACAF 북중미 골드컵 순위 : 8위 | CONCACAF 북중미 골드컵 순위 : 8위 |

### CONCACAF 골드컵(예선)
| 북중미 골드컵 예선 기록 | 북중미 골드컵 예선 기록   | 북중미 골드컵 예선 기록   | 북중미 골드컵 예선 기록   | 북중미 골드컵 예선 기록   | 북중미 골드컵 예선 기록   | 북중미 골드컵 예선 기록   | 북중미 골드컵 예선 기록   |
| 년도                    | 경기                      | 승                        | 무*                       | 패                        | 득점                      | 실점                      | 승점                      |
| ----------------------- | ------------------------- | ------------------------- | ------------------------- | ------------------------- | ------------------------- | ------------------------- | ------------------------- |
| 1963년                  | 비회원국                  | 비회원국                  | 비회원국                  | 비회원국                  | 비회원국                  | 비회원국                  | 비회원국                  |
| 1965년                  | 기권                      | 기권                      | 기권                      | 기권                      | 기권                      | 기권                      | 기권                      |
| 1967년                  | 4                         | 2                         | 1                         | 1                         | 7                         | 7                         | 7                         |
| 1969년                  | 자동진출(엘살바도르 실격) | 자동진출(엘살바도르 실격) | 자동진출(엘살바도르 실격) | 자동진출(엘살바도르 실격) | 자동진출(엘살바도르 실격) | 자동진출(엘살바도르 실격) | 자동진출(엘살바도르 실격) |
| 1971년                  | 자동참가(개최국)          | 자동참가(개최국)          | 자동참가(개최국)          | 자동참가(개최국)          | 자동참가(개최국)          | 자동참가(개최국)          | 자동참가(개최국)          |
| 1973년                  | 4                         | 3                         | 1                         | 0                         | 16                        | 4                         | 10                        |
| 1977년                  | 6                         | 2                         | 2                         | 2                         | 10                        | 9                         | 8                         |
| 1981년                  | 4                         | 1                         | 2                         | 1                         | 1                         | 2                         | 5                         |
| 1985년                  | 자동진출(그레나다 기권)   | 자동진출(그레나다 기권)   | 자동진출(그레나다 기권)   | 자동진출(그레나다 기권)   | 자동진출(그레나다 기권)   | 자동진출(그레나다 기권)   | 자동진출(그레나다 기권)   |
| 1989년                  | 4                         | 2                         | 2                         | 0                         | 6                         | 1                         | 8                         |
| 1991년                  | 5                         | 3                         | 0                         | 2                         | 12                        | 5                         | 9                         |
| 1993년                  | 5                         | 2                         | 1                         | 2                         | 10                        | 10                        | 7                         |
| 1996년                  | 5                         | 4                         | 0                         | 1                         | 21                        | 3                         | 12                        |
| 1998년                  | 4                         | 2                         | 1                         | 1                         | 9                         | 3                         | 7                         |
| 2000년                  | 5                         | 4                         | 0                         | 1                         | 18                        | 6                         | 12                        |
| 2002년                  | 5                         | 4                         | 0                         | 1                         | 13                        | 3                         | 12                        |
| 2003년                  | 7                         | 3                         | 0                         | 4                         | 8                         | 9                         | 9                         |
| 2005년                  | 10                        | 7                         | 0                         | 3                         | 22                        | 8                         | 21                        |
| 2007년                  | 5                         | 3                         | 1                         | 1                         | 13                        | 6                         | 10                        |
| 2009년                  | 6                         | 3                         | 2                         | 1                         | 11                        | 8                         | 11                        |
| 2011년                  | 6                         | 4                         | 0                         | 2                         | 13                        | 6                         | 12                        |
| 2013년                  | 11                        | 6                         | 3                         | 2                         | 23                        | 7                         | 21                        |
| 2015년                  | 7                         | 5                         | 2                         | 0                         | 16                        | 5                         | 17                        |
| 2017년                  | 4                         | 1                         | 0                         | 3                         | 8                         | 8                         | 3                         |
| 2019년                  | 자동진출                  | 자동진출                  | 자동진출                  | 자동진출                  | 자동진출                  | 자동진출                  | 자동진출                  |
| 합계                    | 107                       | 61                        | 18                        | 28                        | 237                       | 110                       | 201                       |

## 카리브컵
| 카리브컵 기록 | 카리브컵 기록    | 카리브컵 기록 | 카리브컵 기록 | 카리브컵 기록 | 카리브컵 기록 | 카리브컵 기록 | 카리브컵 기록 | 카리브컵 기록 | 카리브컵 기록 |
| 년도          | 결과             | 순위          | 경기          | 승            | 무*           | 패            | 득점          | 실점          | 승점          |
| ------------- | ---------------- | ------------- | ------------- | ------------- | ------------- | ------------- | ------------- | ------------- | ------------- |
| 1989년        | 우승             | 1위           | 3             | 2             | 0             | 1             | 5             | 3             | 6             |
| 1990년        | 결승진출         |               | 2             | 1             | 1             | 0             | 5             | 0             | 4             |
| 1991년        | 준우승           | 2위           | 5             | 3             | 0             | 2             | 12            | 5             | 9             |
| 1992년        | 우승             | 1위           | 5             | 5             | 0             | 0             | 14            | 2             | 15            |
| 1993년        | 4강              | 3위           | 5             | 2             | 1             | 2             | 10            | 10            | 7             |
| 1994년        | 우승             | 1위           | 5             | 4             | 1             | 0             | 17            | 4             | 13            |
| 1995년        | 우승             | 1위           | 5             | 4             | 0             | 1             | 21            | 3             | 12            |
| 1996년        | 우승             | 1위           | 5             | 5             | 0             | 0             | 13            | 2             | 15            |
| 1997년        | 우승             | 1위           | 4             | 2             | 1             | 1             | 9             | 3             | 7             |
| 1998년        | 준우승           | 2위           | 5             | 4             | 0             | 1             | 18            | 6             | 12            |
| 1999년        | 우승             | 1위           | 5             | 5             | 0             | 0             | 19            | 4             | 15            |
| 2001년        | 우승             | 1위           | 5             | 4             | 0             | 1             | 13            | 3             | 12            |
| 2005년        | 결선리그         | 3위           | 3             | 1             | 0             | 2             | 5             | 6             | 3             |
| 2007년        | 준우승           | 2위           | 5             | 3             | 1             | 1             | 13            | 6             | 10            |
| 2008년        | 조별리그         | 5위           | 3             | 1             | 1             | 1             | 4             | 4             | 4             |
| 2010년        | 조별리그         | 6위           | 3             | 1             | 0             | 2             | 1             | 3             | 3             |
| 2012년        | 준우승           | 2위           | 5             | 1             | 2             | 2             | 3             | 5             | 5             |
| 2014년        | 준우승           | 2위           | 4             | 2             | 2             | 0             | 7             | 4             | 8             |
| 2017년        | 예선 탈락        | 예선 탈락     | 예선 탈락     | 예선 탈락     | 예선 탈락     | 예선 탈락     | 예선 탈락     | 예선 탈락     | 예선 탈락     |
| 합계          | 18회 진출(18/19) | 우승(8회)     | 77            | 50            | 10            | 17            | 189           | 73            | 160           |

## 팬아메리칸 게임
| 팬아메리칸 게임 기록 | 팬아메리칸 게임 기록 | 팬아메리칸 게임 기록 | 팬아메리칸 게임 기록 | 팬아메리칸 게임 기록 | 팬아메리칸 게임 기록 | 팬아메리칸 게임 기록 | 팬아메리칸 게임 기록 | 팬아메리칸 게임 기록 | 팬아메리칸 게임 기록 |
| 년도                 | 결과                 | 순위                 | 경기                 | 승                   | 무*                  | 패                   | 득점                 | 실점                 | 승점                 |
| -------------------- | -------------------- | -------------------- | -------------------- | -------------------- | -------------------- | -------------------- | -------------------- | -------------------- | -------------------- |
| 1951년               | 불참                 | 불참                 | 불참                 | 불참                 | 불참                 | 불참                 | 불참                 | 불참                 | 불참                 |
| 1955년               | 불참                 | 불참                 | 불참                 | 불참                 | 불참                 | 불참                 | 불참                 | 불참                 | 불참                 |
| 1959년               | 불참                 | 불참                 | 불참                 | 불참                 | 불참                 | 불참                 | 불참                 | 불참                 | 불참                 |
| 1963년               | 불참                 | 불참                 | 불참                 | 불참                 | 불참                 | 불참                 | 불참                 | 불참                 | 불참                 |
| 1967년               | 동메달               | 3위                  | 5                    | 3                    | 1                    | 1                    | 12                   | 7                    | 10                   |
| 1971년               | 2라운드              | 4위                  | 8                    | 3                    | 2                    | 3                    | 13                   | 9                    | 11                   |
| 1975년               | 2라운드              | 7위                  | 5                    | 1                    | 0                    | 4                    | 4                    | 21                   | 3                    |
| 1979년               | 진출 실패            | 진출 실패            | 진출 실패            | 진출 실패            | 진출 실패            | 진출 실패            | 진출 실패            | 진출 실패            | 진출 실패            |
| 1983년               | 진출 실패            | 진출 실패            | 진출 실패            | 진출 실패            | 진출 실패            | 진출 실패            | 진출 실패            | 진출 실패            | 진출 실패            |
| 1987년               | 조별리그             | 12위                 | 3                    | 0                    | 0                    | 3                    | 1                    | 10                   | 0                    |
| 1991년               |                      |                      |                      |                      |                      |                      |                      |                      |                      |
| 1995년               | 조별리그             | 10위                 | 3                    | 0                    | 0                    | 3                    | 1                    | 7                    | 0                    |
| 1999년               | 조별리그             | 10위                 | 4                    | 0                    | 0                    | 4                    | 2                    | 8                    | 0                    |
| 2003년               | 진출 실패            | 진출 실패            | 진출 실패            | 진출 실패            | 진출 실패            | 진출 실패            | 진출 실패            | 진출 실패            | 진출 실패            |
| 2007년               | 진출 실패            | 진출 실패            | 진출 실패            | 진출 실패            | 진출 실패            | 진출 실패            | 진출 실패            | 진출 실패            | 진출 실패            |
| 2011년               | 조별리그             | 5위                  | 3                    | 0                    | 3                    | 0                    | 3                    | 3                    | 3                    |
| 2015년               | 조별리그             | 8위                  | 3                    | 0                    | 0                    | 3                    | 3                    | 13                   | 0                    |
| 합계                 | 8회 진출(8/17)       | 동메달(1회)          | 34                   | 7                    | 6                    | 21                   | 39                   | 78                   | 27                   |

## 주요 선수
- 대닐 사이러스
- 마빈 필립
- 캘림 하일랜드
- 조빈 존스
- 오브리 데이비드
- 아타울라 게라
- 셸던 바토
- 칼라일 미첼
- 메킬 윌리엄스
- 앨빈 존스
- 커티스 곤살레스
- 키번 조지
- 레스턴 폴
- 케빈 몰리노
- 코델 케이토
- 드와이트 요크

## 역대 감독
| 감독                | 임기        |
| ------------------- | ----------- |
| 이언 포터필드       | 2000 ~ 2001 |
| 레오 베인하커르     | 2005 ~ 2006 |
| 프란시스코 마투라나 | 2008 ~ 2009 |
| 드와이트 요크       | 2024 ~      |

## 같이 보기
- 트리니다드 토바고 여자 축구 국가대표팀